# Pjotr Lwowitsch Bark

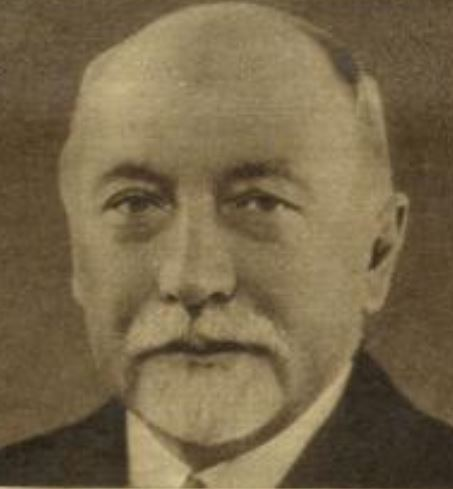
Sir Peter Bark, Mitte der 1930er-Jahre

Pjotr Lwowitsch Bark (russisch Пётр Львович Барк), ab 1920 Peter Bark, ab 1935 Sir Peter Bark GCVO (* 6. Apriljul. / 18. April 1869greg. in Jekaterinoslaw, Russisches Kaiserreich; † 16. Januar 1937 in Aubagne, Südfrankreich), war ein Verwaltungsbeamter und letzter Finanzminister im Russischen Kaiserreich. Nach 1920 wirkte er als Interessenvertreter der Bank of England und als Aufsichtsratsmitglied in zahlreichen mitteleuropäischen Kreditinstituten. Um ihn ranken sich zahlreiche Mythen und Legenden, da er Kenntnisse über das Vermögen der Romanows besaß.

## Familiäres

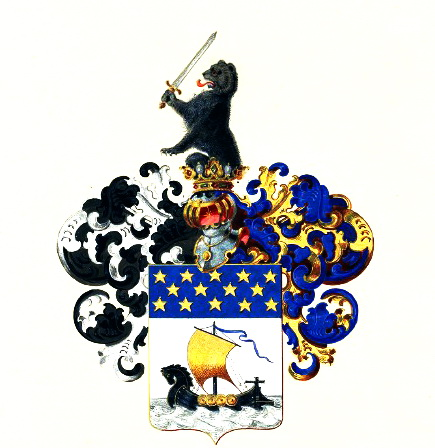
Adelswappen der Familie Bark, offiziell genehmigt in Zarskoje Selo am 28. Januar 1914

Pjotr Bark wurde nicht als Adliger geboren. Er entstammte väterlicherseits einer protestantischen, deutsch-baltischen Beamtenfamilie aus dem Gouvernement Livland. Sein Vater, Karl Ludwig Henrich (Henrikowitsch) Bark (1835–1882), war Leiter der staatlichen Forstwirtschaft in Veliko-Anadolsk (heute Teil von Wolnowacha, Naturschutzgebiet in der Oblast Donezk) und später Direktor des Instituts für Forstwirtschaft in Sankt Petersburg. Mütterlicherseits entstammte Pjotr Bark einer russisch-orthodoxen Familie aus dem Gouvernement Jekaterinoslaw. Seine Mutter, Julia Petrowna Bark (1849–1931), war eine geborene Timschenko. Er hatte noch eine ältere Schwester: Elena (* 1867). Zum Zeitpunkt seiner Geburt lebte die Familie schon längere Zeit in Jekaterinoslaw (heute viertgrößte Stadt der Ukraine).
Erst am 2. Januar 1878, als Pjotr Bark neun Jahre alt war, wurde sein Vater in den russischen Adelsstand (ziviler Rang 6, Kollegienrat) erhoben. Die Nobilitierung erfolgte nach der Verleihung des Ordens des Heiligen Wladimir durch Beschluss der Adelsversammlung von Jekaterinoslaw und galt unbefristet auch für Karl Ludwig Henrikowitsch Barks Frau und seine beiden Kinder. Im Sommer 1879 zog die Familie nach St. Petersburg. Im Alter von 13 Jahren verlor Pjotr Bark seinen Vater, der im April 1882 an einer plötzlichen Meningitis verstarb. Der in Spanien wirkende Schriftsteller und Journalist Ernst Moritz Heinrich Bark Schultz (1858–1922), auch bekannt als Ernesto Bark, war Pjotr Barks Onkel.
Verheiratet war Pjotr Bark mit der Baroness Sofia Leopoldowna von Behr (1867–1957). Gemeinsam hatten sie zwei Kinder: eine Tochter, Nina Petrowna (1900–1975), und einen Sohn, Georgij Petrowitsch (1904–1936), später Georg genannt. Seine Tochter lebte nach der Revolution in Südfrankreich und war mit Nikolai Dimitri Semjonow-Tjan-Schanski, einem Enkel des Botanikers Pjotr Petrowitsch Semjonow-Tjan-Schanski verheiratet. Der Sohn von Pjotr Bark lebte nach 1920 in Berlin; er war ein Direktor der IG Farben, heiratete 1935 Isolde (Lily) Böhm und verstarb nur ein Jahr nach der Hochzeit an einer kurzen, schweren Krankheit.

## Leben in Russland

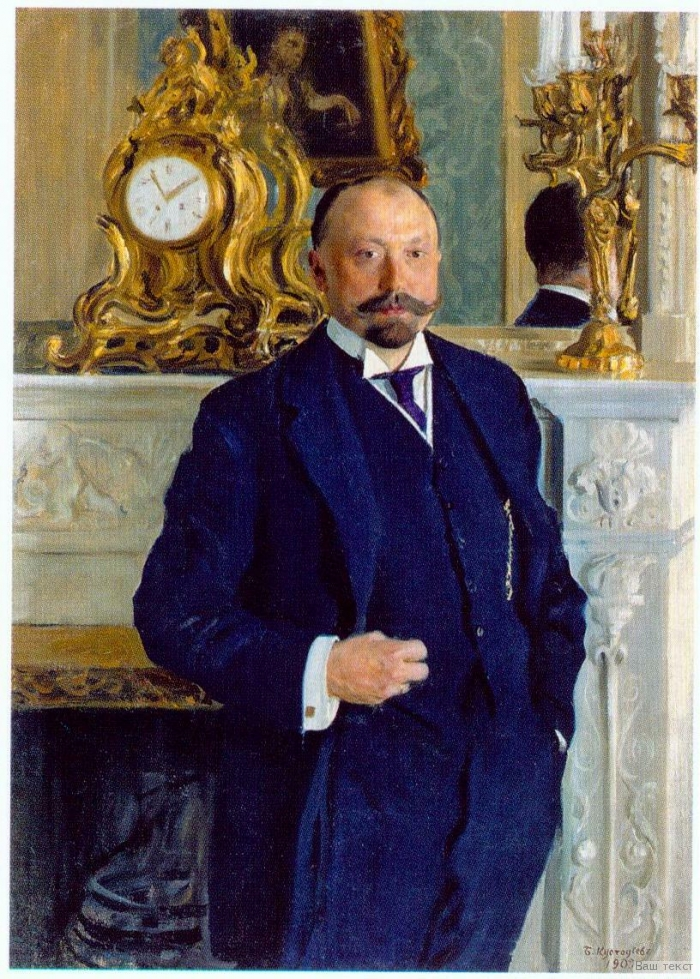
Pjotr Bark (Porträt von Boris Kustodijew), 1909

Pjotr Bark besuchte das protestantische Gymnasium St. Annen. Anschließend studierte er fünf Jahre an der Juristischen Fakultät der Kaiserlichen St. Petersburger Universität. Sein Studium schloss Bark im Jahr 1892 mit der Promotion ab (Ph.D.). Noch im selben Jahr nahm er eine Tätigkeit als Assistent in der Sonderkanzlei für Staatskredite des russischen Finanzministeriums auf. Da Bark fließend Deutsch, Englisch, Französisch sowie Latein und Altgriechisch sprach, begleitete er schon bald die russischen Finanzsekretäre auf Geschäftsreisen nach Berlin, London und Amsterdam.
Von Ende 1892 bis Mitte 1894 absolvierte er ein heute sogenanntes Traineeprogramm für Führungskräfte in Deutschland, Frankreich, Holland und England. Im August 1894 wechselte Bark zur Staatsbank des Russischen Reiches, die dem Finanzministerium unterstand. Dort wirkte er als Junior Manager und ab 1895 als Sekretär von Eduard Pleske, dem Gouverneur der Staatsbank. Daneben absolvierte er ab Juni 1895 ein sechsmonatiges bankwirtschaftliches Zusatzstudium in Berlin, nebst Praktikum bei der Deutschen Reichsbank und im Bankhaus Mendelssohn & Co., damals die bedeutendste Privatbank Deutschlands.
Seine Berufung in das Direktorium der russischen Staatsbank erfolgte im November 1897. Zunächst leitete er als Direktor die Auslandsabteilung der Staatsbank. In dieser Funktion unterstützte Bark maßgeblich das von Sergei Witte entwickelte Programm zur wirtschaftlichen Expansion Russlands im Nahen Osten und Fernen Osten. 1898 übernahm er den Vorstandsvorsitz der Diskont- und Kreditbank Persien, für die er vom persischen Staatsoberhaupt Mozaffar ad-Din Schah eine Konzession zum Bau der Eisenbahn von Dschulfa nach Täbris und für weitere russische Unternehmungen erwirken konnte. Zusätzlich trat er ein Jahr später dem Vorstand der Russisch-Chinesischen Bank bei. Für diese erlangte Bark von der chinesischen Regierung eine Konzession zum Bau der ostchinesischen Eisenbahn. Damit sicherte er die Fortführung der Transsibirischen Eisenbahn durch chinesisches Gebiet. Hinter den zwei Banken stand geheim gehalten die russische Staatsbank. Beide Banken finanzierten ihre Transaktionen mittels im Ausland, insbesondere in Frankreich und Belgien, aufgenommener Staatsanleihen.
Neben diesen Tätigkeiten wurde Bark im Jahr 1901 zum Vorsitzenden der neu gebildeten Aktienabteilung der St. Petersburger Börse gewählt. Dazu übernahm er 1902 den Vorstandsvorsitz der Eisenbahngesellschaft Anzali–Teheran und den Vorstandsvorsitz der Vereinigung persischer Versicherungs- und Transportunternehmen. Ab 1905 war er Stellvertreter von Sergej Timaschew, dem seit 1903 amtierenden Gouverneur der Staatsbank. 1906 schlug der russische Finanzminister Wladimir Kokowzow  als Nachfolger Timaschews den als klug und kompetent geltenden Pjotr Bark vor. Jedoch geriet Bark mit Kokowzow über dessen strenge Austeritätspolitik in ein massives Zerwürfnis, woraufhin Bark vorübergehend aus dem Staatsdienst austrat.
Von 1907 bis 1911 arbeitete er als Geschäftsführer und Vorstandsmitglied der Wolga-Kama Commerzbank, damals eine der größten Privatbanken des russischen Kaiserreichs. Sein Jahresgehalt für diese Tätigkeit betrug 120.000 Rubel. Im Vergleich dazu verdienten zu damaliger Zeit in Russland Männer in einer Fabrik im Durchschnitt monatlich 17 Rubel und Frauen 8,50 Rubel; Landarbeiter noch weniger.

### Wirken als Finanzminister

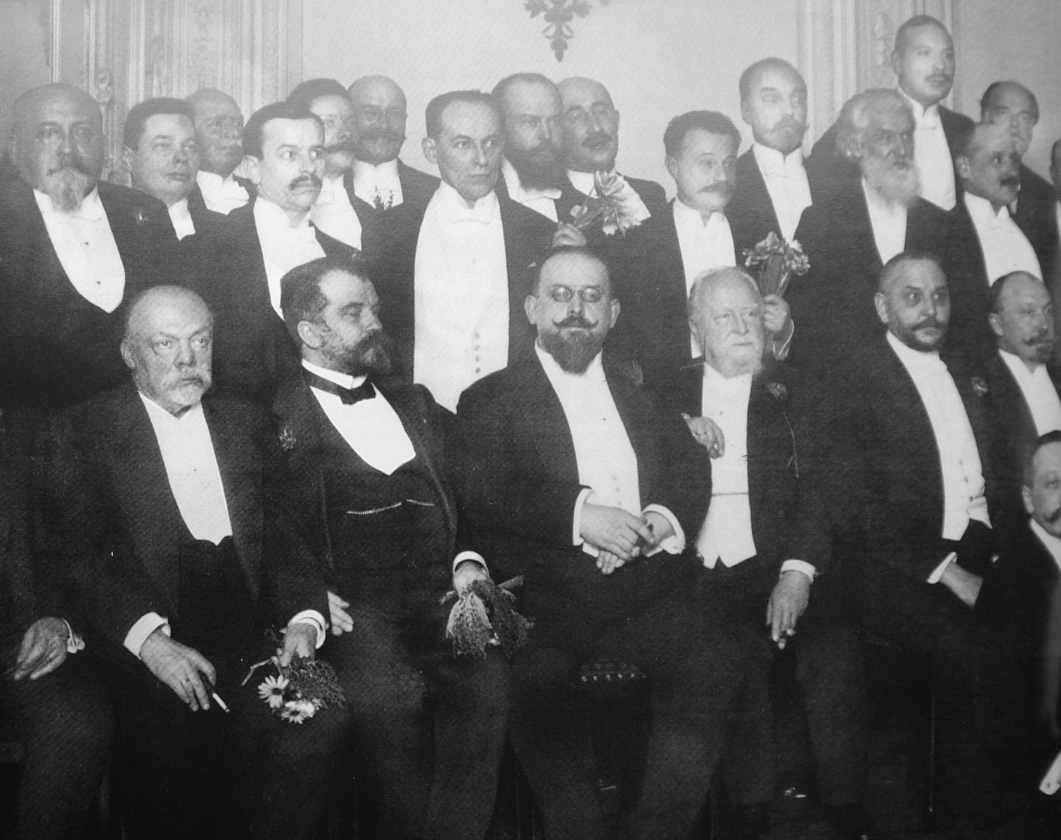
Pjotr Bark (Bildmitte) im Kreise von Mitarbeitern des russischen Finanzministeriums, 1914

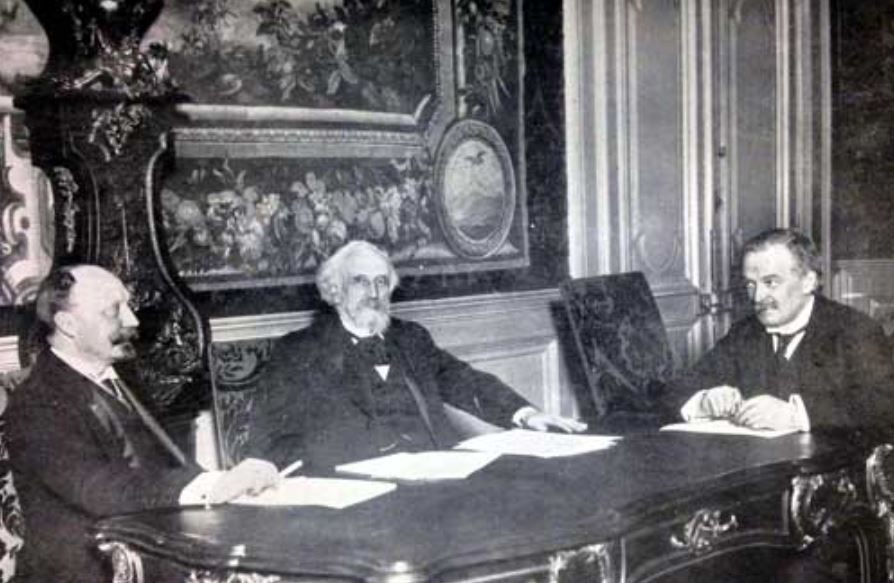
Konferenz der Triple Entente am 5. Februar 1915 in Paris (v. l. n. r. Pjotr Bark, Alexandre Ribot, David Lloyd George)

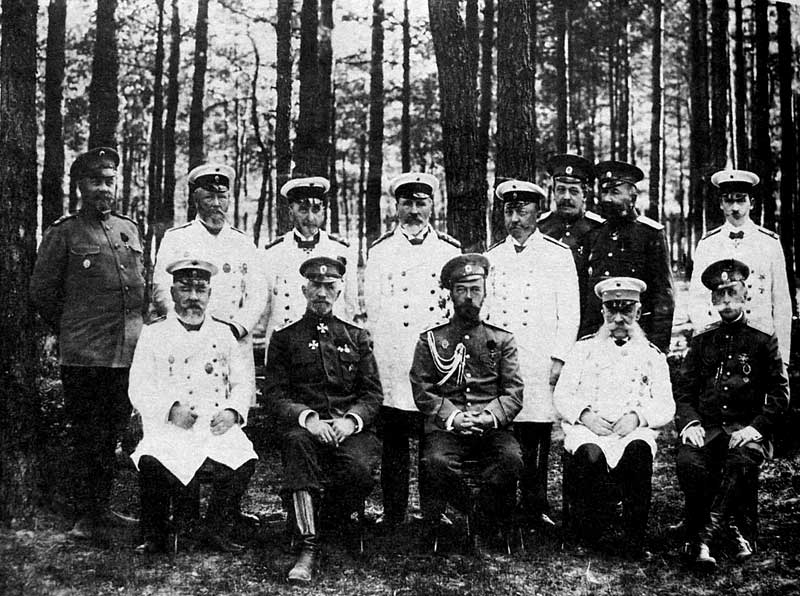
Minister des letzten zaristischen Staatsrats am 14. Juni 1915 in Baranawitschy (Pjotr Bark, 2. Reihe, fünfte Person von links, direkt hinter dem in der Mitte sitzenden Zar).

Am 10. August 1911 wurde Bark auf Initiative des Premierministers Pjotr Stolypin zum Wirklichen Staatsrat erhoben und zum stellvertretenden Minister für Handel und Industrie befördert. Sein Gegenspieler Kokowzow erkannte vollkommen richtig, dass damit seine [Kokowzows] Finanzpolitik „gezähmt“ und Bark als neuer Finanzminister vorbereitet werden sollte. Das tödliche Attentat auf Stolypin am 1. September 1911 in Kiew verschob diese weitreichenden Pläne, hob sie aber keineswegs auf: Am 15. Januar 1914 übernahm Bark per kaiserlichem Edikt ad interim die Leitung des Finanzministeriums und am 6. Mai 1914 ernannte Zar Nikolaus II. den 45-jährigen Pjotr Bark regulär zum russischen Finanzminister.
Bereits im Januar 1914 hatte Bark dem Zaren persönlich eine Reform des Finanzsystems vorgeschlagen. Seine Pläne beinhalteten die Abschaffung des staatlichen Alkoholmonopols und an dessen Stelle die Einführung einer Einkommensteuer sowie diverser Verbrauchssteuern. Barks Berufung zum Finanzminister erfolgte buchstäblich am Vorabend des Ersten Weltkriegs. Seine fiskalischen Ideen deckten sich mit den Interessen des Zaren, den Staatshaushalt für Rüstungszwecke zu stärken. Im Juli 1914, wenige Tage vor der offiziellen Kriegserklärung, fuhr Bark mit Mitarbeitern nach Berlin und versuchte, sämtliche deutsche Bankkonten, auf denen sich angelegte russische Staatsgelder befanden, abzuheben. Es gelang ihm, über 100 Millionen Rubel zurückzubringen, was aber nur ein Tropfen auf den heißen Stein war.
Bark hatte einen Staatshaushalt übernommen, dessen Einnahmen nicht annähernd die Ausgaben für einen Krieg decken konnten – und zwar von Anfang an nicht. Der zaristischen Regierung standen bis Juli 1914 öffentliche Mittel in Höhe von 512 Millionen Rubel zur Verfügung: allein die ersten zwei Wochen des Krieges kosteten 800 Millionen. Umgehend führte Bark hohe Verbrauchssteuern auf eine Reihe von Konsumgütern ein und finanzierte Militärausgaben mittels erhöhter Geldemission, Kriegsanleihen und ausländischer Kredite. Hierfür arbeitete er eng mit den Finanzministern des Vereinigten Königreichs und Frankreichs zusammen, mit denen er auch die gemeinsamen Kriegsziele der Entente abstimmte.
Am 1. Januar 1915 erhielt Bark den Rang eines Geheimrates. Zu dieser Zeit bekannte er sich offen dazu, einer Freimaurerloge anzugehören. Ab Dezember 1915 war Bark Mitglied des russischen Staatsrates. Seine Macht als Finanzminister war enorm. Ihm stand ein absolutes Veto in allen Ausgabenfragen und haushaltsrechtlichen Angelegenheiten zu. Barks Unabhängigkeit sowie seine Positionen zu den meisten finanziellen und politischen Fragen stießen in der Duma auf heftigen Widerstand. Dennoch gelang es ihm, bis Februar (jul.) beziehungsweise März 1917 (greg.) in seinem Amt zu bleiben. Aufgrund seines Durchhaltevermögens sowie der Fähigkeit, Kompromisse einzugehen und zwischen kollidierenden Strömungen zu manövrieren, erhielt Bark den Spitznamen Unsinkbare Barke.
Tatsächlich verlor Bark im Laufe des Krieges die totale Kontrolle über den Staatshaushalt. Schon nach einer Konferenz der Entente im Februar 1915 beschrieb der französische Finanzminister Alexandre Ribot seinen russischen Kollegen als „ein Kind, das nichts weiß, weder über seine Ressourcen, Ausgaben noch sein Budget“. Die Ursache des Kontrollverlustes war jedoch auf die Machtkämpfe zwischen dem Zaren und der Duma zurückzuführen. Aufgrund dieser Kompetenzstreitigkeiten etablierten sich zwei voneinander getrennte Staatshaushalte. Während der ordentliche Verwaltungshaushalt wie vor dem Krieg der Duma und dem Staatsrat unterstellt blieb, hatte der Zar das Recht, alleinbestimmend Staatskredite für Rüstungszwecke aufzunehmen und zusätzliche Kriegsausgaben für alle Regierungsabteilungen zu genehmigen.
Nikolaus II. nutzte den separaten Kriegshaushalt als ein Instrument im Kampf um die autokratische Kontrolle und konnte damit den Einfluss der Duma untergraben. Praktisch blieb Bark nichts anderes übrig, als fällige Auslandskredite und Schatzanweisungen einfach durch neue zu ersetzen. Die Duma protestierte gegen die daraus resultierenden Buchhaltungsfiktionen, aber ohne Erfolg. Bark war ein Protegé des Zaren. Dazu hielt er fest:

„Ich weiß, dass ich im Amt bleiben werde, solange mein Souverän mit mir zufrieden ist und ich entlassen werde, wenn mein Souverän dies als notwendig erachtet.“

Beide pflegten ein freundschaftliches sowie vertrauliches Verhältnis zueinander und Bark gelang es immer wieder, neues Geld zu beschaffen. Bis 1917 ließ er in Russland acht Kriegsanleihen auflegen. Dazu kamen zahlreiche im Ausland aufgenommene Kredite.
Die größten Gläubiger waren Großbritannien und Frankreich. Allein von Großbritannien erhielt Russland während des Ersten Weltkriegs Darlehen in Höhe von 5,5 Milliarden Rubel. In den USA konnte Olof Aschberg im Auftrag von Bark eine russische Anleihe in Höhe von 50 Millionen Dollar platzieren, was heute inflationsbereinigt der Kaufkraft von rund 1,25 Milliarden Dollar entspricht. Auch Dänemark und Schweden gehörten zu Russlands Gläubigern. Bark war in seiner Verhandlungs- und Überzeugungsarbeit so gut, dass ihm die Stockholmer Regierung sogar noch kurz vor Ausbruch der Revolution einen Kredit über 10 Millionen Goldrubel zur Verfügung stellte.
Bereits im September 1915 hatte Bark ein Finanzabkommen zwischen Russland und Großbritannien unterzeichnet, welches Großbritannien die Kontrolle über die Verwendung der gewährten Kredite sicherte. Das heißt, Russland erhielt diese Darlehen grundsätzlich nur für Warenlieferungen aus dem Ausland. Allen großen Gläubigern Russlands war gemein, dass sie faktisch mit ihren Krediten an Russland Aufträge für ihre eigene Industrie vergaben, welche sie sich noch zusätzlich von Russland verzinsen ließen. Damit geriet das Russische Reich in eine immer größere fiskalische Abhängigkeit, welche die Alliierten bewusst forcierte, da Kreditanfragen für den Aufbau von Fabriken in Russland nicht bewilligt wurden. Überdies musste Bark, um Geld zu erhalten, dem totalen Ausverkauf der ohnehin schon rückständigen Wirtschaft zustimmen: Bis zum Jahr 1917 gelangten 90 % der russischen Bergwerke, 50 % der chemischen Industrie, 40 % der Maschinenfabriken und 42 % des Bankkapitals in den Besitz westlicher Aktionäre.
Nach Ausbruch der Februarrevolution 1917 bot ihm Alexander Kerenski an, Finanzminister der provisorischen Regierung zu bleiben. Bark lehnte ab. Auf die Frage, warum er die neue Regierung nicht unterstützen wolle, antwortete er: „Das ist eine Frage der Prinzipien.“ Nach dem Gespräch wurde Bark festgenommen und sollte vor ein Revolutionstribunal gestellt werden. Den Haftbefehl unterschrieb Kerenski. Es gelang ihm jedoch nach fünf Tagen kurzfristig aus dem Gefängnis entlassen zu werden und mit seiner Familie auf die Krim zu fliehen. Dort gründete er für die der Entente zugewandte weißrussische Gegenregierung ein Komitee der Finanzverwaltung, dessen Vorsitz er übernahm.
Während dieser Zeit stand er im engen Kontakt zu dem Metropolit Eulogius (Georgiyevsky) sowie zu Freiherr Peter von Wrangel, dem Befehlshaber der Weißen Armee, und zu dem Regierungsmitglied der weißrussischen Gegenregierung Peter Struve. Zeitgleich korrespondierte Bark aber auch mit Georgi Lwow, dem Ministerpräsidenten der Kerenski-Regierung in Petrograd, sowie deren Botschaftern in den USA, Boris Bachmetjew, und Frankreich, Wassili Maklakow, die wenig später ebenfalls die weißrussische Bewegung unterstützten. Ferner pflegte Bark einen intensiven Briefverkehr mit Sir Pawel Gawrilowitsch Winogradow, einem russischen Historiker und mutmaßlichem Agent des MI6, der während des Krieges für das britische Außenministerium arbeitete.

### Flucht nach Westeuropa
Über Barks Weg ins westliche Exil gibt es verschiedene Darstellungen. In einigen Publikationen ist aufgeführt, dass er und seine Familie im April 1919 zusammen mit Angehörigen des Hauses Romanow auf der HMS Marlborough von der Krim entkam. Aus anderen Quellen geht hervor, dass er die Abfahrt der HMS Marlborough verpasst und zu Fuß ohne eine einzige Kopeke in der Tasche halb Europa durchquert habe. Hingegen gab Bark im April 1922 in einem Interview selbst an, dass er im Januar 1919 als Finanzberater der weißrussischen Gegenregierung nach Paris reiste, die zu diesem Zeitpunkt noch davon ausging, dass Russland an der Friedenskonferenz (18. Januar 1919) teilnehmen werde. Nachdem sich diese Erwartungen nicht verwirklichten, habe er in Paris für verschiedene privat organisierte russische Finanzkommissionen gearbeitet, die Geld zur Unterstützung der weißrussischen Bewegung beschafften und weiterleiteten.

## Leben im Exil

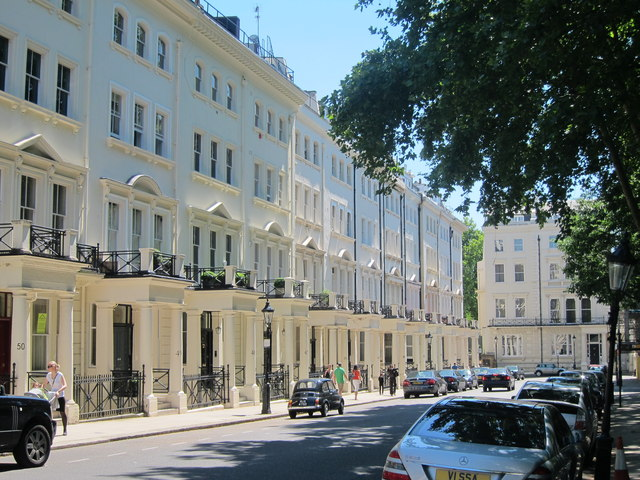
Die cremeweißen Stadthausvillen von Ennismore Gardens Nr. 1–59 stehen heute unter Denkmalschutz; in Nr. 29 wohnte Peter Bark mit seiner Familie.

Im Jahr 1920 zog Pjotr Bark nach London und änderte seinen Vornamen in Peter.  Mit seiner Familie bewohnte er eine Stadthausvilla in Knightsbridge, Ennismore Gardens Nr. 29, unmittelbar südlich am Hyde Park angrenzend. In den grünen, westlich im Stadtteil City of Westminster gelegenen Wohngebieten ließen sich damals sehr viele russische Aristokraten, Diplomaten und andere vermögende Exilanten nieder.
Aus bis heute unbekannten Gründen unterstützten die britische Regierung und das britische Königshaus ungewöhnlich großzügig Barks weiteren Werdegang. Sofort nach seiner Ankunft in London stellte ihm die Bank of England über Barings rund 16.500 Pfund für private Zwecke zur Verfügung, was heute der Kaufkraft von rund 1 Million Dollar entspricht. Er wurde Leiter verschiedener Thinktanks und Nichtregierungsorganisationen, die Einfluss auf die öffentliche Meinungsbildung über Russland nahmen sowie finanzielle Konzepte und wirtschaftliche Strategien neuer osteuropäischer Kooperationen entwickelten.
Darüber hinaus erhielt er als Vertrauensperson der britischen Regierung hochdotierte Positionen in verschiedenen Kommissionen und Finanzinstitutionen übertragen. Bark war eine Schlüsselfigur bei den Versuchen der Bank of England, die britische Finanzführerschaft mittels eines Netzwerks von Finanzinstitutionen in Mittel- und Osteuropa zu übernehmen. Als Unterhändler und Bevollmächtigter der britischen Regierung bereiste Peter Bark ganz Europa. Sein Auftrag war es, für die Bank of England Kreditverträge mit bereitwilligen Zentralbanken abzuschließen und mögliche ablehnende Einwände der jeweiligen Bankiers und Regierungsmitglieder zu zerstreuen.
Auf diesem Wege gelang es, Einfluss auf die Staatsfinanzen der betreffenden Länder zu nehmen. Nicht nur die Zentralbanken wurden von der Bank of England abhängig, sondern alle anderen Banken des jeweiligen Staates, da die Zentralbanken gerade zu dieser Zeit gezwungen waren, den Refinanzierungsbedarf der Kreditinstitute in ihrem Land zu decken. Für Mittel- und Osteuropa fungierte Peter Bark als Berater des Gouverneurs der Bank of England. Dazu saß er für die Bank of England im Aufsichtsrat zahlreicher Kreditinstitute. Dazu zählten allen voran: die
- Anglo-Austrian Bank in London (ab 1922)
- Anglo-Tschechoslowakische Bank in Prag (ab 1922)
- Anglo-Ungarische Bank in Budapest (ab 1922)
- National City Bank in New York (ab 1922)
- Zentraleuropäische Länderbank in Paris (ab 1922)
- Britisch-Ungarische Bank in Budapest (ab 1930)
- Bank für Handel und Industrie in Prag (ab 1927)
- Rumänische Creditbank in Bukarest (ab 1923)
- Österreichische Creditanstalt in Wien (ab 1926)
- Kroatische Discount-Bank in Zagreb (ab 1924)
- Jugoslawische Union-Bank in Zagreb (ab 1929)

Zusätzlich wirkte Bark ab September 1926 als Generaldirektor der Anglo-International Bank in London, eine der wichtigsten Tochtergesellschaften der Bank of England. In dieser Funktion nahm er auch regelmäßig an Verhandlungen in London, Rom, Paris, Basel, Brüssel und Den Haag über die Gewährung von Völkerbundanleihen teil. Über die Anglo-International Bank konnte die Bank of England in alle Zentralbanken und Großbanken insbesondere der österreichisch-ungarischen Nachfolgestaaten eindringen. Für seine Verdienste im Bankenwesen, ergo seine Unterstützung der britischen Finanzpolitik, wurde er am 15. Juni 1929 als Knight Grand Cross des Royal Victorian Order (GCVO) ausgezeichnet. Nachdem er am 27. März 1935 als Brite eingebürgert worden war, erhielt er auch den für Inländer mit dieser Auszeichnung verbundenen Ritterschlag und führte fortan das Adelsprädikat Sir.
Der frühe Verlust seines Sohnes im Oktober 1936 traf Peter Bark sehr schwer; er verstarb nur drei Monate nach dem Tod seines Sohnes auf dem Anwesen seiner Schwester in Aubagne (Südfrankreich). Sein Grab befindet sich auf dem russisch-orthodoxen Friedhof in Nizza (franz. Cimetière russe de Caucade).

## Legenden und Tatsachen
Um Pjotr beziehungsweise Pierre, Pedro, Peter Bark, wie er sich parallel nannte, ranken sich zahlreiche Mythen und Legenden. In etlichen Sachbüchern und Romanen ist er als Vertrauter der Romanows Protagonist, der Kenntnisse über geheime Nummernkonten und Bankschließfächer der Zarenfamilie im Ausland hatte. Im Auftrag von Nikolaus II. soll Bark persönlich große Teile des Zarenvermögens rechtzeitig vor der kommunistischen Revolution außer Landes geschafft und über die City of London auf verschiedene Tarnfirmen und Unternehmensbeteiligungen verteilt haben.
Aber auch in der Fach- und wissenschaftlichen Literatur ist er Gegenstand verschiedener Hypothesen. In der Geschichtsforschung sind seine lange Zeit verborgenen Lebensaufzeichnungen, die sogenannten Sir Peter Bark papers, von großer Relevanz, da er darin unter anderem vertrauliche Vereinbarungen mit den Entente-Partnern, Entscheidungen des Zaren, Sitzungsgespräche des russischen Staatsrats, vor allem an den Vorabenden des Ersten Weltkriegs und der Revolution, festhielt.

### Intrigen Rasputins
Aus einigen Biografien über Rasputin geht hervor, dass Barks Ernennung zum russischen Finanzminister nach einer wundersamen Inspiration erfolgte. Rasputin soll in Gegenwart der Kaiserin „plötzlich über Barks gute Seele und Fähigkeiten“ sinniert haben, die dann angeblich seine Ratschläge an den Zaren weitergab. Dies sei das erste Mal gewesen, womit Rasputin nicht mehr nur in kirchliche, sondern in staatliche Entscheidungen eingegriffen habe. Tatsächlich mischte sich Rasputin jedoch bereits seit Frühjahr 1913 in die Politik ein. Nachgewiesen ist ferner, dass Rasputin wenige Monate nach Barks Ernennung zum Finanzminister versuchte, ihn zu entlassen. Rasputin intrigierte gegen Bark zusammen mit Prinz Michailowitsch Andronikow, der in einem Brief an Ministerpräsident Goremykin auf vermeintlich „fragwürdige Geschäfte von Bark“ hinwies und ihn „eine Mischung aus deutschem Ackermann und Juden“ nannte (beide Bezeichnungen galten damals in vielen russischen Kreisen als geringschätzig).
Nikolaus II. schenkte den Intrigen keine Beachtung. Immer wieder versuchte Rasputins Kamarilla Barks Rücktritt zu erreichen. Der Zar blieb jedoch unnachgiebig und sagte: „Wenn mich jemand auf dieses Thema anspricht, zeige ich ihm die Tür.“

### Bolschewistischer Agent
Legendenumwoben ist Pjotr Barks Flucht von der Krim, die sehr wahrscheinlich Anfang Januar 1919 erfolgte, was eine gemeinsame Evakuierung mit Mitgliedern der Zarenfamilie auf der HMS Marlborough, die am 7. April 1919 in Jalta eintraf, ausschließt. Nachweislich hielt sich Bark spätestens ab Mitte Januar 1919 in Paris auf und stand unter Beobachtung des französischen Geheimdienstes. Dieser hielt in einem Dossier vom 25. Januar 1919 fest, dass Bark ein „bolschewistischer Agent“ sei, der seit 1917 in Verbindung mit Leo Trotzki gestanden und nach der Errichtung des Sowjetregimes den Kontakt fortgesetzt haben soll.
Zu welchem Zweck dieses Geheimdossier angelegt wurde, ist unbekannt. Ein Agent der Sowjets war Bark gewiss nicht. Bestandteile der Sir Peter Bark papers sind unter anderem originale Korrespondenzen, die seine Loyalität gegenüber dem Zaren und seine Versuche, alliierte Unterstützung für die Weiße Bewegung zu gewinnen, belegen. Selbst die französische Regierung betrachtete die in dem Bericht enthaltenen Vorwürfe offensichtlich als nicht zutreffend. Bark arbeitete kurze Zeit später wieder eng mit David Lloyd George sowie Alexandre Ribot bei der Umsetzung ihrer Pläne zur finanziellen Unterwerfung Europas zusammen und erhielt sogar das französische Großkreuz der Ehrenlegion verliehen.
Bark stand unzweifelhaft auch im Exil der Zarenfamilie treu gegenüber. Er gehörte zu den Gründungsvätern der Union der Zeloten der Erinnerung an Kaiser Nikolaus II. und wirkte in vielen weiteren zaristisch-russischen Organisationen mit. Zudem war er der persönliche Finanzberater und Vermögensverwalter von Angehörigen der Romanows, die aus Russland flüchten konnten. Dazu zählte beispielsweise Maria Fjodorowna, die Mutter des Zaren, die sich zunächst in London, kurze Zeit später auf Schloss Hvidøvre bei Kopenhagen niederließ. Bark vermittelte den Verkauf von Schmuck und Kunstgegenständen für mehrere Romanows und legte für sie die erzielten Erlöse gewinnbringend an. Er verwaltete ihre Bankkonten und half bei der Suche passender Behausungen.
Zum Beispiel verschaffte Bark über Georg V., mit dem er schon während des Krieges in engem Kontakt stand, der Schwester des Zaren, Großfürstin Xenija, als neues Domizil Frogmore Cottage. Ferner brachte Bark im Auftrag von Xenija und ihrer Schwester Olga nach dem Tod von Maria Fjodorowna aus ihrem Besitz Juwelen im Wert von 200.000 Pfund (inflationsbereinigt heute rund 6 Millionen Euro) von Kopenhagen nach London. Den größten Teil dieser Juwelen erwarb Queen Mary.

### Widersacher Anna Andersons
Sofort nach seiner Ankunft in London (1920) kursierten Gerüchte, dass er Zugang zu geheimen Geldern besaß, die der Zar für seine Kinder hatte anlegen lassen. Bark soll während des Krieges im Auftrag des Zaren geheime Schließfächer in der Schweiz, in Großbritannien hohe Lebensversicherungen und speziell bei der Bank of England 2 Milliarden Goldrubel deponiert haben. Genährt wurden diese Verlautbarungen von den Anwälten Anna Andersons, die Bark eine illegale Verwendung großer Teile dieser Vermögenswerte unterstellten. Anderson gab an, dass ihr „Vater“ (also der Zar) im Februar 1917 Bark damit beauftragte, das gesamte Geld von den Banken in Großbritannien abzuheben, aber die rapide revolutionäre Entwicklung eine solche Transaktion nicht mehr ermöglichte.
Bark hatte nach einem Treffen mit Anna Anderson bekanntgegeben, dass sie nicht die Zarentochter Anastasia sei. Laut den Anwälten von Anna Anderson wollte Bark ihre Bestrebungen, als Anastasia anerkannt zu werden, nicht unterstützen, weil er der führende Kopf bei der Verschleierung des Vermögensverbleibs sei. Die Berichte darüber füllten jahrzehntelang in regelmäßigen Abständen weltweit nicht nur die Klatschspalten der Boulevardzeitungen. Noch Anfang der 1980er-Jahre gingen der Sache auch seriöse Journalisten und Forscher nach, was die Bank of England im Juli 1983 zu einem offiziellen Statement veranlasste – selbstverständlich mit typisch britischer Höflichkeit: „It’s an interesting story, but we have no record of it.“
Das ehemalige Nettovermögen Zar Nikolaus II. wurde im Jahr 2010 inflationsbereinigt auf 214 bis 256 Milliarden Euro geschätzt. Der Großteil des Kapitals war in Aktien angelegt. Berechnungen russischer Forscher zufolge befanden sich davon auf ausländischen Bankkonten lediglich 7 bis 14 Millionen Rubel. Die privaten Konten des Zaren sollen demnach bereits während des Ersten Weltkrieges geschlossen und die Guthaben nach Russland zurücküberwiesen worden sein. Belege für diese Angaben existieren nicht. Entsprechend weiterer Hypothesen sanken bis zum Jahr 1917 die finanziellen Mittel des Zaren auf 1 Million Rubel. Derartige Berechnungen gelten allerdings als höchst unsicher, denn bis zu seiner Abdankung war Nikolaus II. in der Lage, Staatsgelder nach Belieben mit persönlichen Geldern zu vermischen. Er herrschte nach der Maxime „L’État, c’est moi“.
Beispielsweise erwähnte Bark in seinen Aufzeichnungen die Existenz eines privaten Staatsfonds des Zaren, der im Mai 1914 bei seiner Amtsübernahme 6 Millionen und drei Jahre später 10 Millionen Rubel umfasste. Nur ein einziges Mal habe der Zar ihn gebeten, ihm aus diesem Fonds 200.000 Rubel (inflationsbereinigt heute knapp 1,2 Millionen Euro) zur Verfügung zu stellen. Dies geschah Ende Februar 1917 in Mogilew, wenige Tage bevor Nikolaus II. sein Hauptquartier in Richtung Zarskoje Selo verließ. Bark schaffte die 200.000 Rubel wunschgemäß innerhalb von zwei Tagen herbei und ließ sich den Empfang quittieren. Wofür der Zar das Geld benötigte, ist unbekannt. Zu dieser Zeit glich Russland längst einem Pulverfass. Bark sagte später, dass Nikolaus besorgt aussah, aber keine äußerliche Nervosität oder Unruhe zeigte. Es war ihr letztes Treffen.
Dass der Zar im Ausland über Immobilien, Konten und Depots verfügte, steht außer Frage, da selbst beim Hauptkriegsgegner Deutschland Vermögenswerte existierten, die im Verlauf der Julikrise 1914 zwar eingefroren wurden, aber bis in die Nachkriegszeit unangetastet bestehen blieben. Ende der 1920er-Jahre erhoben neun Nachfahren der Romanows, darunter die angebliche Zarentochter Anastasia, Ansprüche auf das im Jahr 1914 gesperrte Vermögen Nikolaus II., das er für seine Kinder bei deutschen Banken angelegt hatte. In den Jahren 1932 und 1933 stellte das Amtsgericht Mitte in Berlin an Verwandte der Zarenfamilie in Deutschland Erbscheine aus.
Unter anderem bestand beim Bankhaus Mendelssohn & Co. ein Wertpapierdepot (in heute unbekannter Höhe), wovon Irene von Hessen-Darmstadt, die Schwester von Alexandra Fjodorowna, ein Sechstel erhielt. Ein weiterer Teilbetrag in Höhe von 275.000 Reichsmark (inflationsbereinigt heute etwa 2 Millionen Euro) sollte im Jahr 1938 an Kyrill Romanow ausgezahlt werden. Sein Tod sowie der lange Anerkennungsprozess seines Sohnes, Wladimir Romanow, als Oberhaupt des früheren Zarenhauses, und der Ausbruch des Zweiten Weltkriegs brachten die Angelegenheit zum Stillstand. Der Verbleib des beim Bankhaus Mendelssohn & Co. deponierten Geldes ist bis heute ungeklärt. Parallel klagte im Jahr 1934 Natalja Brassowa, die Witwe des Zarenbruders, Michail Romanow, in Deutschland um Anerkennung ihres Erbrechts. Vier Jahre später bewilligte ein Gericht in Berlin ihre Ansprüche. Die Höhe des ausgezahlten Erbanteils, und aus welchem Bankdepot der Betrag stammte, ist nicht überliefert.
Der gerichtlichen Prüfung um Ansprüche auf Vermögenswerte der Zarenfamilie folgten auch nach 1945 in Deutschland zahlreiche Verfahren. Die Kontroverse über die erhobenen Anrechte Anna Andersons beendete erst die Anastasia-Entscheidung des Bundesgerichtshofs vom 17. Februar 1970. Jedoch behauptete sie bis zu ihrem Tod, die Großfürstin Anastasia zu sein, und Kenntnisse über ein vormals von Peter Bark verwaltetes Treuhandvermögen des Zaren bei der Bank of England zu besitzen. Medienberichten zufolge gingen auch der sowjetische KGB und der britische MI6 davon aus, dass Bark Teile des Zarenvermögens rechtzeitig vor der Revolution nach London transferiert habe; ihre diesbezüglichen Ermittlungsergebnisse wurden jedoch nie veröffentlicht.
Die Bank of England hat die Existenz von ungeklärten vor 1918 bei ihr eröffneter Konten stets dementiert. Im Widerspruch dazu löste sie jedoch 70 Jahre nach der Ermordung der Zarenfamilie unter anderem ein Depot mit einem Guthaben nach heutigem Wert in Höhe von 55 Millionen Euro auf. Ohne nähere Angaben über die Herkunft dieses Vermögens zu geben, wurden damit in Großbritannien lebende russische Emigranten entschädigt, die während der Revolution ihren Besitz verloren hatten.

### Geheimnisträger
In mehreren Werken wird der Frage nachgegangen, weshalb Bark im Gegensatz zu vielen anderen ehemals im Russischen Kaiserreich höhergestellten Persönlichkeiten, von denen die meisten im Exil mittellos endeten, von der britischen Regierung sowie vom britischen Königshaus und der Bank of England eine so großzügige Begrüßung und jahrelange Unterstützung bis hin zur Erhebung in den britischen Adelsstand erfuhr. Dabei wird davon ausgegangen, dass er etwas anzubieten hatte oder etwas Besonderes wusste, was der britischen Führung dienlich oder gefährlich sein konnte. Schon früh führte die ungewöhnliche Protektion bei dem Gouverneur der Bank of England, Montagu Norman, zu Anfragen, was Bark eigentlich bei der Bank of England machte, da er überhaupt nicht mit dem britischen Bankwesen vertraut war und selbst bei den einfachsten Angelegenheiten Mitarbeiter befragte, was damit zu tun sei.
Fakt ist, Russland wickelte traditionell seine Auslandsgeschäfte maßgeblich über die City of London ab und besaß mehrere Konten bei der Bank von England. Bevollmächtigter und Treuhänder dieser Konten war Pjotr Bark. Einerseits konnte er den Briten als Kronzeuge behilflich sein, da die Bolschewiki sich weigerten, die zaristischen Schulden zurückzuzahlen, und Protokolle in Russland angeblich schlichtweg verschollen waren. Anderseits veröffentlichten die Sowjets viele zentrale diplomatische Dokumente mit dem Ziel, die „imperialistischen Machenschaften der Großmächte“ zu diskreditieren, was die Glaubwürdigkeit der britischen Regierung bezüglich der Kriegsschuldfrage erheblich gefährdete. Damit konnte Bark allein schon aus diesem Grund nicht fallen gelassen werden, da er die gemeinsam mit den einstigen Entente-Partnern abgestimmten Kriegsziele und Geheimverträge kannte.
Mehrmals reiste Bark während des Krieges zu Gesprächen mit den Verbündeten nach London und übermittelte dabei König Georg V. auch persönliche Nachrichten von Nikolaus II. Schon damals erwies sich Bark für die Briten von großem Nutzen, da der Zar selten bereit war, Ratschläge der Alliierten direkt anzuhören. Er empfand die Briten als viel zu aufdringlich. Kurz nach dem Krieg veröffentlichte der ehemalige russische Außenminister Sasonow seine Memoiren, aus denen hervorging, dass Nikolaus II. keinen Krieg mit Deutschland und Österreich-Ungarn wollte. Er betonte darin, dass die Verantwortung am Kriegsausbruch in der Hauptsache Großbritannien zuzuschreiben sei. Damit geriet auch Bark als Zeitzeuge in den Fokus der Öffentlichkeit. In Interviews mit Historikern und Journalisten offenbarte er jedoch völlige Amnesie und blieb hartnäckig dabei, dass er „kaum eine Erinnerung an Ereignisse aus jener Ära habe“.
Dies war eine Lüge. Aus den Sir Peter Bark papers gehen unter anderem geheime Absprachen der Entente-Verbündeten über die territoriale Aufteilung Europas hervor, die bereits 1915 feststand, ergo nicht wie nach dem Krieg behauptet auf Grundlage von „freien, unbefangenen und völlig unparteiischen Volksabstimmungen“ erfolgte. Das heißt, Barks private Notizen und Sammlung von Protokollen, Telegrammen, Korrespondenzen von 1914 bis 1937 konterkarieren das angebliche Selbstbestimmungsrecht der Völker nach dem Ersten Weltkrieg. Ferner stellen die Sir Peter Bark papers für Historiker heute die Hauptquelle zu den Entscheidungen der russischen Staatsführung während der Julikrise dar.
Darüber hinaus beinhalten Barks Manuskripte etliche Aufzeichnungen zum russischen Bürgerkrieg, Dokumente über seine Versuche, alliierte Unterstützung für die Weiße Armee zu gewinnen, Denkschriften zur russischen und internationalen Finanzpolitik während des Ersten Weltkriegs, Charakterbeschreibungen über Nikolaus II., verschiedene Minister und Persönlichkeiten des öffentlichen Lebens in Russland, England, Deutschland, Frankreich, Erinnerungen über sein Leben als Emigrant und seine Karriere als englischer Bankier.
Teile der Sir Peter Bark papers gelangten nach dem Tod von Barks Ehefrau und seiner Tochter in den Jahren 1958, 1974 sowie 1976 in den Besitz der Columbia University Library. Die freigegebenen, öffentlich zugänglichen Akten umfassen 1000 Seiten. Diese Manuskripte wurden vollständig in zwei Bänden erstmals 2017 unter dem Titel P. L. Bark. Erinnerungen des letzten Finanzministers des Russischen Reiches 1914–1917. veröffentlicht, bisher allerdings nur in russischer Sprache.

## Werke
- Memoiren (Petr L'vovich Bark Papers, 1914–1937). Rare Book and Manuscript Library Columbia University.